# Samatzai
Samatzai (sardisk: Samatzài) er en by og en kommune (comune) i provinsen Sud Sardegna i regionen Sardinien i Italien. Byen ligger i 174 meters højde og har 1.680 indbyggere (2016). Kommunen har et areal på 31,16 km² og grænser til kommunerne Barrali, Donori, Guasila, Nuraminis, Pimentel, Serrenti og Ussana.